# Jürgen Schornagel
Jürgen Schornagel (* 12. Juli 1939 in Essen; † 8. Juli 2025 in Wester-Ohrstedt) war ein deutscher Schauspieler. Er war in mehreren Tatort-Folgen und in der RTL-Krimiserie Doppelter Einsatz zu sehen. Auch in zahlreichen Kinofilmen spielte Schornagel, so beispielsweise in 14 Tage lebenslänglich, Marlene und Antikörper.

## Leben
Jürgen Schornagel wurde in Essen geboren und wuchs in einer Bergarbeiterfamilie auf. Er besuchte ein Jesuiteninternat in Bonn. Anschließend absolvierte er in Essen an der Folkwang Hochschule seine schauspielerische Ausbildung. Danach stand er in verschiedenen Theatern auf der Bühne – so am Staatstheater Stuttgart, am Deutschen Schauspielhaus in Hamburg und an der Volksbühne Berlin. Zu seinen Kinoproduktionen gehören gleich mehrere Filme von Joseph Vilsmaier: Schlafes Bruder (1995), Comedian Harmonists (1997), Leo und Claire (2001) und Bergkristall (2004).
Als Kriminalhauptkommissar Winter in der Serie Doppelter Einsatz wurde Jürgen Schornagel mit dem Deutschen Fernsehpreis geehrt.
Hinzu kamen Auftritte in Filmen wie Kaspar Heidelbachs Das Wunder von Lengede (2003) und Jorgo Papavassilious Die Sturmflut (2006). 2002 war er als Hitler in Kai Wessels Satire Goebbels und Geduldig zu sehen, 2004 verkörperte er Generaloberst Ludwig Beck in Hans-Erich Viets Die Stunde der Offiziere. Im Frühjahr 2007 war Jürgen Schornagel in einer Hauptrolle in der Science-Fiction-Doku 2030 – Aufstand der Alten (Regie: Jörg Lühdorff) zu sehen. Im Winter 2007 hatte er eine Rolle in Hansjörg Thurns Die Schatzinsel.

## Auszeichnungen
- 1977: Berliner Theaterpreis
- 2002: Deutscher Fernsehpreis in der Kategorie Bester Schauspieler Nebenrolle für die Episode Der Mörder in dir der Serie Doppelter Einsatz.

## Filmografie (Auswahl)
- 1967: Bericht eines Feiglings
- 1976: Lobster - Das Kind
- 1976: Tatort – Zwei Leben
- 1976: Tatort – Fortuna III
- 1979: Theodor Chindler
- 1982: Tatort – Kuscheltiere
- 1983: Tatort – Mord ist kein Geschäft
- 1989: Ein Fall für zwei – Donnerstag, letzter Akt
- 1989: Derrick – Mozart und der Tod
- 1989: Das Nest
- 1991: Tatort – Finale am Rothenbaum
- 1991: Der große Bellheim (vier Teile)
- 1991: Manta Manta
- 1993: Adelheid und ihre Mörder – 39 Rosen
- 1993: Die Männer vom K3 – Dreckiges Geld
- 1993: Doppelter Einsatz (bis 2001)
- 1993: Glückliche Reise – Puerto Rico
- 1995: Schlafes Bruder
- 1996: Natalie – Die Hölle nach dem Babystrich
- 1996: Männer sind was Wunderbares
- 1997: 14 Tage lebenslänglich
- 1997: Tatort – Nahkampf
- 1997: Hunger – Sehnsucht nach Liebe
- 1998: Tatort – Streng geheimer Auftrag
- 1998: Südsee, eigene Insel
- 1998: Stahlnetz – Der Spanner
- 1999: Kommissar Rex – Rex rächt sich
- 1999: Straight Shooter
- 2000: Marlene
- 2000: Der Himmel kann warten
- 2001: Tatort – Der Präsident
- 2001: Leo und Claire
- 2002–2004: Tatort (als Kriminalrat Bruno Kern)
  - 2002: Der Passagier
  - 2002: Undercover
  - 2003: Harte Hunde
  - 2003: Mietsache
  - 2004: Todes-Bande
- 2002: Polizeiruf 110 – Die Schlacht
- 2002: Das Duo – Totes Erbe
- 2002: Joe & Max
- 2002: Goebbels und Geduldig
- 2003: Baltic Storm
- 2003: Das Wunder von Lengede
- 2003: Die Stunde der Offiziere
- 2003: Das siebte Foto
- 2004: Das Konto
- 2004: Bergkristall
- 2004: Polizeiruf 110 – Der Prinz von Homburg
- 2005: Antikörper
- 2006: Die Sturmflut
- 2007: Eine stürmische Bescherung
- 2007: Tatort – Die Blume des Bösen
- 2007: 2030 – Aufstand der Alten
- 2007: Contergan
- 2007: Die Schatzinsel
- 2008: U-900
- 2009: Für meine Kinder tu’ ich alles
- 2009: Genug ist nicht genug
- 2009: Liebe in anderen Umständen
- 2009: Liebe ist nur ein Wort
- 2010: Die Wanderhure
- 2011: Hindenburg
- 2011: Die Verführung – Das fremde Mädchen
- 2011: Carl & Bertha
- 2011: Isenhart – Die Jagd nach dem Seelenfänger
- 2011: Unter Verdacht – Die elegante Lösung
- 2012: Mutter muss weg
- 2013: Helden – Wenn dein Land dich braucht
- 2014: Zwischen den Zeiten
- 2015: Brandmal
- 2017: Allmen und das Geheimnis der Libellen